# 勝南院町
勝南院町（しょうなみちょう Shōnami-chō）は、奈良県奈良市の中央部、市街地の中央部に位置する地区である。郵便番号は630-8363。

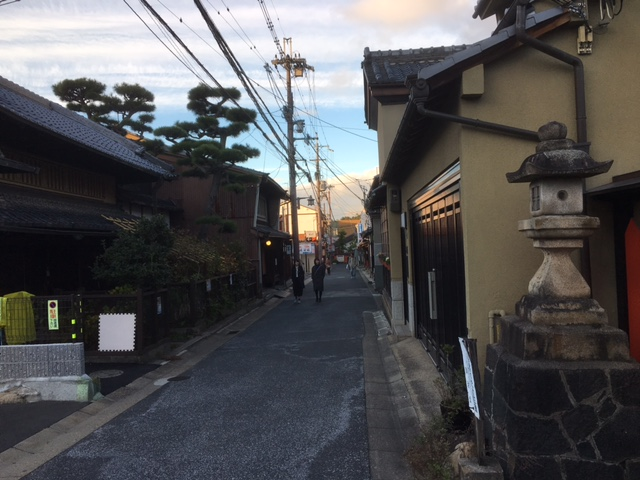
勝南院町の町の風景

## 地理
奈良市の市街地の中央部に位置する。西は下御門町、北は西寺林町、東は中院町に接する。

## 地名の由来
昔、元興寺の一院である勝南院があったところから勝南院町となったとされている。
この町にある住吉神社前に古井戸があり、そこから潮波が湧き出したところから「汐浪井」と呼ばれるようになり、そこから勝南院というように変わったという説もある。

## 小・中学校の学区
- 奈良市立椿井小学校・奈良市立三笠中学校の学区に属する[1]。

## 交通

### 鉄道路線
近鉄奈良駅から徒歩15分程度。

## 施設

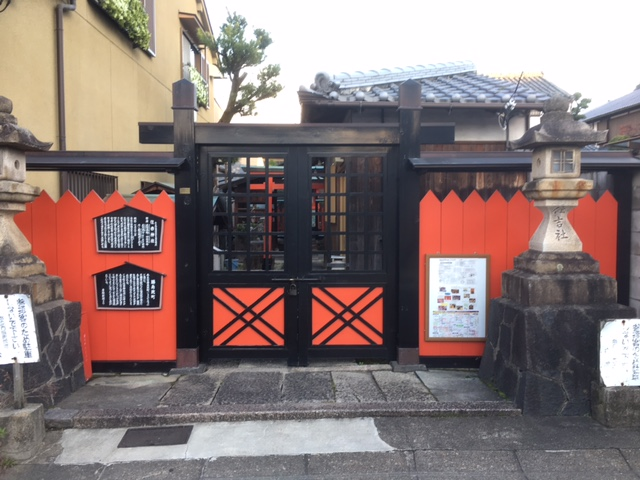
住吉神社の正面写真

- 住吉神社